# Prunus brigantina
Prunus brigantina är en rosväxtart som beskrevs av Dominique Villars. Prunus brigantina ingår i släktet prunusar, och familjen rosväxter. Inga underarter finns listade i Catalogue of Life.

## Bildgalleri

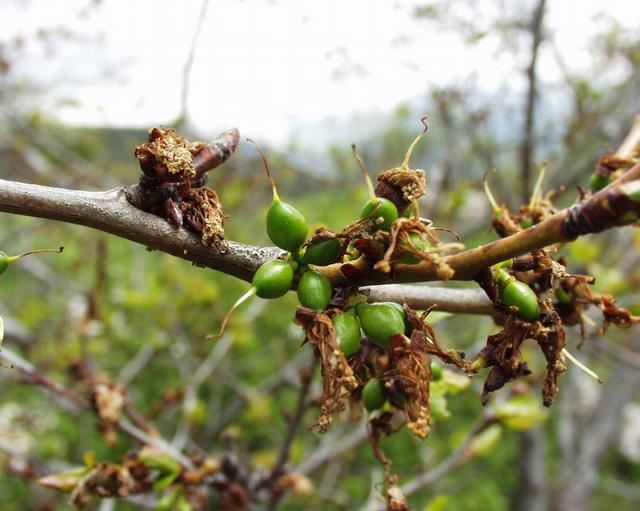
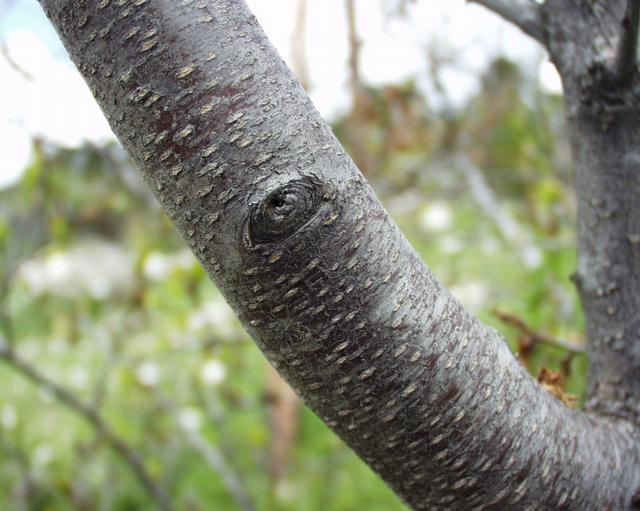
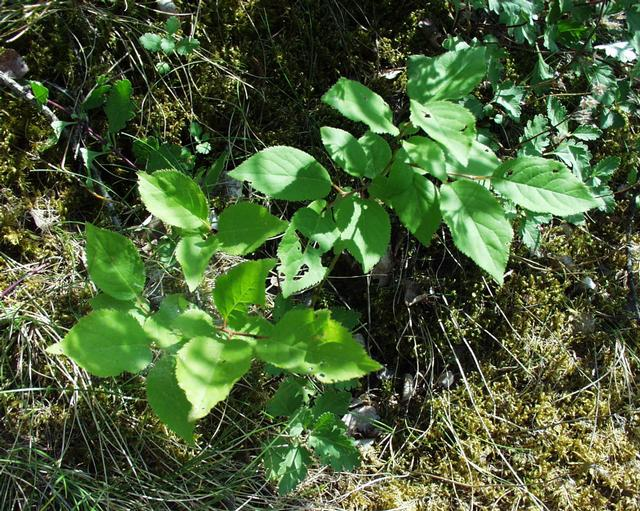